# Phrynobatrachus plicatus
Phrynobatrachus plicatus är en groddjursart som först beskrevs av Günther 1858.  Phrynobatrachus plicatus ingår i släktet Phrynobatrachus och familjen Phrynobatrachidae. IUCN kategoriserar arten globalt som livskraftig. Inga underarter finns listade i Catalogue of Life.